# لي كاسل
لي كاسل (بالإنجليزية: Lee Castle)‏ هو موزع أمريكي، ولد في 28 فبراير 1915 في نيويورك في الولايات المتحدة، وتوفي بنفس المكان في 16 نوفمبر 1990.

## وصلات خارجية
- لي كاسل على موقع ميوزك برينز (الإنجليزية)
- لي كاسل على موقع أول ميوزيك (الإنجليزية)
- لي كاسل على موقع ديسكوغز (الإنجليزية)